# Verteidigung der Missionarsstellung
Verteidigung der Missionarsstellung ist ein 2012 erschienener Roman des österreichischen Schriftstellers Wolf Haas. Nach Das Wetter vor 15 Jahren (2006) ist es sein zweiter außerhalb des Krimi-Genres. Beiden ist gemeinsam, dass sie eine Liebesgeschichte mit ungewöhnlichen formalen Mitteln erzählen.

## Inhalt
Die Haupthandlung des Romans erzählt zwei kurze Episoden aus dem Leben des aus dem niederbayerischen Simbach stammenden Protagonisten Benjamin Lee Baumgartner, die zeitlich und räumlich weit auseinanderliegen, deren Konstellation aber ganz ähnlich ist: Er verliebt sich immer gerade dann heftig, wenn er Opfer einer drohenden Pandemie wird. 1988 in London erkrankt er an BSE, als er, obwohl Vegetarier, einen Burger isst, um der Verkäuferin, die Fremdsprachen studiert wie er, näherzukommen. 2006 in Peking widerfährt ihm Ähnliches, als er mit einer holländischen Arbeitskollegin, einer Übersetzerin, ausgeht, wieder Fleisch isst und sich mit dem Vogelgrippe-Virus infiziert. – Das letzte Drittel des Romans setzt diese Linie mit zwei weiteren, verkürzt erzählten Episoden fort und rückt anderes stärker in den Fokus: zum einen die Vorgeschichte Benjamins, zum anderen dessen Freund, den Ich-Erzähler und Autor (zuerst Linguistik-Student, später Schriftsteller und als „Sohn von Herrn Haas“ bezeichnet), sowie die Entstehung des Romans selbst.

## Erzähltechnik und Sprache
Das Wetter vor 15 Jahren, Haas’ „erster ‚richtiger‘ Roman“, wartete mit einer höchst ungewöhnlichen, durchgängig doppelt gebrochenen Erzählperspektive auf: Ein Roman, den es als solchen gar nicht gibt, gewinnt Gestalt dadurch, dass dessen Autor in einem Interview darüber befragt wird. Verteidigung der Missionarsstellung beginnt hingegen in einer der herkömmlichen Perspektiven – auktorial – und wechselt später in andere über: Die zweite Episode wird gebrochen durch Einschübe des Ich-Erzählers und Autors, in der dritten kommt der Protagonist selbst in der Ich-Form zu Wort, und die vier kurzen Schlusskapitel übernimmt wieder der Ich-Erzähler/Autor.
Das Ensemble der vier Hauptfiguren (Benjamin, die Burgerverkäuferin, die Holländerin und der Ich-Erzähler/Autor) ist so beschaffen, dass das Spiel mit der Sprache, das in Haas’ Romanen stets breiten Raum einnimmt, plausibel erscheint: Sprachen sind ihr Studienfach bzw. ihr Beruf. Hinzu kommt, dass beide Frauen auch Benjamins Muttersprache gelernt haben, sodass sie mit ihm Deutsch sprechen, nicht ohne kleine Schwächen im Akzent (wofür wiederum Benjamin eine Schwäche hat) und realistischerweise nicht ganz ohne Fehler. Daraus, und aus der besonderen Gefühlslage, gepaart mit Intelligenz und Schlagfertigkeit, entstehen Dialoge voller Witz und überraschender Wendungen, mit zahlreichen Verweisen, Wiederholungen und Echos, „mit Wortspielen, Sprachfallen und linguistischem Philosophieren“. Das unterhält den Leser – und fordert ihn zugleich, denn nicht alles wird erklärt. Die Aussage der Burgerverkäuferin beispielsweise „Ich konnte gar nicht Unfug sprechen, weil ich nicht das Wort Unfug gekannt habe“, die unlogisch erscheint und ebenso unwidersprochen wie unkommentiert bleibt, erschließt sich als eine spielerische Replik auf das, was sie über Benjamin erfahren hat: Er meint, er verdanke seine Existenz einer „falschen“, weil widerlegten Theorie von Benjamin Lee Whorf, der zufolge die Sprache des Menschen sein Denken bestimmt und die er am Beispiel der Sprache der Hopi-Indianer belegte, von denen wiederum Benjamins Vater abstammen soll, laut der Aussage seiner Hippie-Mutter.
Die dritte Episode (Benjamin begibt sich 2009 auf die Suche nach seinem Vater, verliebt sich in Santa Fe an einem Burgerstand in die junge Verkäuferin, die sich als seine Tochter erweist, und erkrankt an der Schweinepest) ist im Vergleich mit den beiden ersten vor allem sprachlich erhellend. Dort, wo Benjamin in der Ich-Form redet, tut er das in einem „ähnlich fahrig-geschwätzigen Sound wie einst der bewährte Erzähler in den Brenner-Romanen“, wogegen er, auktorial dargestellt, über weit mehr Sprachvermögen und Sprachwitz verfügt. Markant, besonders zu Anfang, ist der häufige Gegensatz zwischen dem, was Benjamin „fast gesagt hätte“ (also nur denkt), und dem, was er tatsächlich sagt. Komisch wirkt das vor allem dadurch, dass in der Interpunktion zwischen Gedachtem und Gesagtem nicht unterschieden wird und immer erst der Nachsatz Aufklärung bringt, sodass der Leser zu Beginn nie weiß, mit welcher Variante er es zu tun hat – und dann, wenn er meint die typischen Unterschiede erfasst zu haben (das Gedachte lang und hoch artifiziell, das Gesagte kurz und banal), wird natürlich auch diese Erwartung gebrochen und einer der Nachsätze heißt: „Er konnte es nicht fassen, dass er das wirklich gesagt hatte.“
Auch der Titel hat als Ausgangspunkt ein Gespräch über Sprache. Aus der Feststellung, dass es mit „querlesen“ oder „diagonal lesen“ zwar Bezeichnungen gebe für spezielle Arten des Lesens, aber keine für die normale, leitet Benjamin eine allgemeine Regel ab und meint, auch für „Normalbumsen“ existiere kein Wort. „Missionarsstellung“, entgegnet die Holländerin. Das veranlasst Benjamin zu erneuter Sprachkritik: Das Besondere dieses Wortes habe in ihm einst die Illusion geweckt, auch das Bezeichnete müsse etwas Besonderes sein. Und als die Holländerin für diese sachlich Partei ergreift, verkündet Benjamin: „Wenn ich einmal ein Buch über dich schreibe, werde ich es Verteidigung der Missionarsstellung nennen.“
Einen ähnlichen Verlauf, von der Sprach- zur Sachkritik, nimmt ein Gespräch in der ersten Episode. Benjamin und die Burgerverkäuferin entdecken, dass sie ein weithin unbekanntes Lied (Misery man von Kevin Coyne) beide kennen und lieben, sind aber verschiedener Ansicht, was die Übersetzung der Zeile „I may one day be eternally happy“ betrifft. Sie meint, „one day“ bedeute „eines Tages“, weise also in die Zukunft. Er kontert, es sei „Unfug, alles auf eines Tages zu verschieben“, und besteht auf seiner Version des Verses: „Ich kann an einem einzigen Tag für die gesamte Ewigkeit glücklich sein.“ Es ist nur zu deutlich, was er hier seinerseits verteidigt: seine Erwartung an die Begegnung mit ihr, und damit seine Sicht auf Glücks- und Liebesanspruch allgemein.

## Interpretation

### Koinzidenz
„Die Grundidee war“, so Haas in einem Interview, „dass es lustig wäre, anhand dieser Seuchen, die da alle paar Jahre ausbrechen, eine Liebesgeschichte zu erzählen, also kurz gesagt: BSE führt zur Gehirnauflösung, und Verlieben führt auch zur Gehirnauflösung.“ Die Frage der Koinzidenz bestimmter Ereignisse wird von ihm innerhalb des Romans zunächst aus linguistischer Sicht thematisiert. Sein Ich-Erzähler/Autor schreibt als Student an einer Arbeit über den Wandel temporaler zu kausalen Konjunktionen. Am Beispiel der Konjunktion „weil“ sinniert er darüber, wie sich im Laufe der Sprachentwicklung deren Bedeutungsinhalt von einem zunächst nur zeitlichen Zusammenhang zu einem ursächlichen verschoben hat, und erprobt spielerisch die Frage, inwieweit das signifikant ist. Signifikant und real wird die Frage für Benjamin nach der Rückkehr aus China, als seine Ehefrau die Scheidung einreicht (sie ist nicht, wie der heimlich in sie verliebte Ich-Erzähler/Autor – und mit ihm der Leser – lange Zeit glaubt, identisch mit der Burgerverkäuferin; Benjamin hatte sie zuvor in Schottland kennengelernt und kurzentschlossen geheiratet). Sie und die Scheidungsanwältin beurteilen das Zusammentreffen von Benjamins „Eskapaden“ mit den Seuchen als eine zufällige Zeitgleichheit (und mithin als Ausrede seinerseits), während er spätestens nach dem zweiten Vorfall dahinter eine Kausalität vermutet. Und als ihm Ähnliches ein drittes Mal widerfährt, spitzt er seine Sicht weiter zu: Er vertauscht Ursache und Wirkung, sieht sich nicht mehr als Opfer von Seuchen, sondern als deren Auslöser. (Ein Echo auf die zuvor gestellte Frage, ob der menschliche Wahnsinn die Folge des Rinderwahns ist oder deren Ursache.) Der Ich-Erzähler muss ihm sogar versprechen, sofort die Gesundheitsbehörden zu verständigen, sollte er bei ihm je wieder „Symptome von Verliebtheit“ feststellen. Als er dann 2011 von einer in Norddeutschland ausgebrochenen Seuche (Ehec) hört und davon, dass Benjamin wieder eine Frau kennengelernt hat und ihr in diese Region gefolgt ist (auf eine Sprossen-Farm in Bienenbüttel), löst er sein Versprechen ein, mit dem Ergebnis, dass der Auslöser der Seuche lokalisiert wird und Benjamin zurückkehrt – die ironische Zuspitzung einer Geschichte, deren Koinzidenzen so „hanebüchen“ konstruiert sind, dass es nicht schwerfällt, Reales und Fiktionales zu unterscheiden.

### Paradoxie und Antinomie
Der Protagonist des Romans ist eine höchst paradoxe Figur. Paradox ist zunächst das, was ihm im Laufe der Handlung zustößt: Drei Mal wird er Opfer einer Tierseuche, obwohl er Vegetarier ist, und als er sich ein viertes Mal infiziert, geschieht das ironischerweise, weil er Vegetarier ist. Paradox sind auch die Prämissen seiner Existenz: Seinen Vater kennt er nicht, glaubt aber, er sei ein Indianer, weil seine Mutter ihm das gesagt hat und sie zur fraglichen Zeit in Amerika war; in Wahrheit war er Franzose, was die Mutter jedoch nicht ihm, sondern dem Ich-Erzähler verrät; das ändert freilich nichts daran, dass Benjamin paradoxerweise äußerlich so sehr dem (Klischeebild vom) vermeintlichen Vater ähnelt, dass ihm wieder und wieder gesagt wird, er sehe aus wie der Indianer im Film Einer flog über das Kuckucksnest – der „running gag“ des Romans. (Dass der Kuckuck gar kein Nest baut, ist ein weiteres Paradoxon, oder eine Antinomie.)
Eine mehrfach anklingende Antinomie ist das Gebot des Logikers Alfred Tarski, dass ein Satz nicht über sich selbst sprechen dürfe. Die von Benjamin verwendete Formulierung, Tarski habe die Welt vor der „Gehirnauflösung“ bewahrt, indem er verbot, dass man Sätze mit Sätzen „füttert“, schlägt eine Brücke zur Handlung, explizit zur Feststellung, dass es verrückt sei, Kühe mit Schafen zu füttern. Ein anderer Bezug entsteht in der zweiten Episode, als die Holländerin einen Roman liest, worin der Protagonist Tarskis Verbot zu überwinden gedenkt, indem er beschließt, nicht Philosoph, sondern Dichter zu werden: „Denn nur in der Dichtung darf die Sprache sich auf sich selbst beziehen.“ Das ist Befreiung von einer Antinomie, Legitimation eines im vorliegenden Roman angewandten Verfahrens und Metafiktion zugleich.

### Metafiktion
In Haas’ Das Wetter vor 15 Jahren liest man nicht die Romanhandlung selbst, sondern ein Interview darüber. Man liest also eine Fiktion über eine Fiktion. Die Tatsache, dass man es mit einer Metafiktion zu tun hat, steht einem daher ständig vor Augen. Das ist in Verteidigung der Missionarsstellung anders. Hier wird die Fiktion nur punktuell gebrochen, allerdings recht oft und mit verschiedenen Mitteln.
Eins davon kommt abgewandelt bereits in Wetter vor 15 Jahren zur Anwendung: Dort erfährt man auch, was der Autor verworfen hat, und hier nun, was er an bestimmten Stellen hinzusetzen oder generell ändern würde. Das geschieht in Einschüben, die sich auch typografisch abheben. Der erste lautet: „[HIER NOCH LONDON-ATMOSPHÄRE EINBAUEN. LEUTE. AUTOS. HÄUSER. 1988. THE BLICK FROM THE BRIDGE.]“ Im Leser wird dadurch das Bewusstsein wachgehalten, dass der Roman etwas „Gemachtes“ ist. Der vermeintliche Blick in die Dichterwerkstatt kann allerdings auch Täuschung sein, denn die Absichten, die der Ich-Erzähler/Autor bekundet, müssen durchaus nicht mit denen des realen Autors übereinstimmen. Den zitierten Einschub beispielsweise kommentiert Wolf Haas so: „Wenn ich ‚später London-Atmosphäre einfügen‘ schreibe, statt London auf zehn Seiten brillant zu beschreiben, dann hat der Leser London genauso im Kopf [...]“ Damit wird zugleich deutlich, dass es sich bei dem als „Sohn von Herrn Haas“ bezeichneten Ich-Erzähler/Autor ebenso um eine Kunstfigur handelt wie beim Autor von Das Wetter vor 15 Jahren, wo er sogar explizit Wolf Haas genannt wird.
Metafiktionales geht nicht nur vom Ich-Erzähler/Autor aus. So gibt es eine Romanfigur, die Holländerin, die einen Roman liest (einen fiktiven), woran sich ein Gespräch knüpft mit allerlei Bezugspunkten zum eigentlichen Roman. Eine andere Romanfigur, Benjamin, verkündet erst der Burgerverkäuferin und dann der Holländerin, dass er einen Roman über sie schreiben wird, wobei das, was er inhaltlich verspricht, im tatsächlichen Roman auch realisiert wird, wenngleich nicht von ihm selbst. Eine dritte Romanfigur, die ungewöhnlichste, begegnet dem Ich-Erzähler/Autor als Leserin seines noch unveröffentlichten Romans, die nicht nur das bereits Geschriebene zu kennen scheint, sondern sogar das, was er soeben erlebt und gedacht hat, also noch gar nicht zu Papier gebracht haben kann. Eine vierte Romanfigur schließlich, Benjamins Ehefrau, findet das noch unfertige Manuskript tatsächlich und liest es. Diesen Vorgang vollzieht der Leser nun mit ihr mit, das heißt, er liest den Anfang des Romans, den er schon kennt, wortwörtlich noch einmal – mit dem Unterschied freilich, dass sich für ihn der Text allmählich typografisch verengt bis hin zur Unleserlichkeit und bis zu dem Moment, als sie mit dem Manuskript auf den Ich-Erzähler/Autor einschlägt und seine anschließende Erklärung, die Geschichte sei Fiktion, nicht glaubt (was sie innerhalb der Fiktion auch nicht ist).
Die Verpackung, in der der Ich-Erzähler/Autor das Manuskript aufbewahrte, hat ein Paisleymuster. Ein Paisleymuster hat auch das Kleid der Burgerverkäuferin, und im Paisley-Museum der gleichnamigen schottischen Stadt lernt Benjamin seine spätere Ehefrau kennen. – Das  Paisleymuster erinnert in seiner Grundform an ein Blatt oder ein großes Komma (beides mit Bezugscharakter zu einem Buch bzw. Text), und das spitz zulaufende, gebogene Ende des „Blatts“ führt zu ihm selbst zurück – ein Verweis auf das hier angewandte metafiktionale Verfahren der in sich selbst zurückführenden Fiktion.

## Ausgaben
- Wolf Haas: Verteidigung der Missionarsstellung. Hoffmann und Campe Verlag, Hamburg 2012, ISBN 978-3-4554-0418-0.